# Lucie Bakešová
Lucie Bakešová, rozená Wanklová (26. prosince 1853 Blansko – 2. dubna 1935 Brno), byla česká etnografka a sociální pracovnice.

## Životopis

### Mládí
Narodila se jako nejstarší dcera lékaři Jindřichu Wanklovi a Elišce (Alžbětě) Wanklové rozené Šímové (1832–1903). Děti, Lucie měla tři sestry, vyrůstaly ve vlasteneckém prostředí a v domácnosti rodičů se potkávaly s jejich přáteli, jako byl například Josef Mánes. Základní vzdělání získala Lucie stejně jako sestry v Měšťanská škole v Blansku. Wanklovi chtěli, aby se Lucii dále učila v české škole. Ubytovali ji u strýce Viléma Wankla, který bydlel v Praze na Malé straně. První rok se učila ve farní škole u Paní Marie Sněžné. Učila se francouzský jazyk a docházela k tanečnímu mistrovi Linkovi. Když se přistěhovala do Prahy sestra Karla, dívky se zabydlely v domě starosty Štrossa a studovaly na Vyšší dívčí škole v Praze. Lucie na dívčí škole studovala v letech 1865–1869. Také navštěvovala hodiny klavíru u Bedřicha Smetany.

### Manželství
V roce 1869 se vrátila do Blanska a o rok později, v létě roku 1870 se šestnáctiletá provdala za učitele, hudebníka a později politika Františka Xavera Bakeše. Během roku se manželům narodil syn Jaroslav Bakeš. V roce 1873 se narodil syn Bohuslav, který záhy zemřel. V říjnu 1874 se rodina přestěhovala do Ořechoviček. Manžel zde koupil dvůr a učil v místní škole. Manželé se v období mezi lety 1909 až 1915 přestěhovaly do Brna. Od roku 1909 zde pracoval jako lékař syn Jaroslav Bakeš a matka Lucie Bakešová pracovala v Ženské útulně.

### Veřejná činnost

#### Spolupráce při archeologických výzkumech
Od dětství pomáhala se sestrami a matkou otci při archeologických výzkumech. Účastnila se například výzkumů v Jáchymovce u Adamova, nebo v Jedovnickém propadání. S otcem se zúčastnila antropologických sjezdů v Kyjevě (1874), v Kazani (1877), v Petrohradě a Moskvě (1879) a v Oděse (1884). Informace ze svých cest do Ruska publikovala ve fejetonech Obrázky cestopisné, které vycházely na pokračování v deníku Moravská Orlice v letech 1879–1880. Informace z archeologických výzkumů zveřejňovala v Časopise Vlasteneckého spolku musejního v Olomouci nebo také přednášela ve spolku Vesna. Snažila se o zachování české národní identity a historie.

#### Národopisná činnost
K národopisu ji přivedl otec, který se zabýval mimo jiné podobností ornamentů na pravěkých nádobách a lidových výšivkách a přátelé z Vlasteneckého spolku musejního v Olomouci, jehož byla členem. Na podnět Ignáta Wurma a inspirována sbírkou Františka Sušila se začala věnovat sběratelské činnosti a rekonstrukci lidových tanců a zvyků. Na základě vyprávění žen z Ořechova popsala letnicové obchůzky dívek s obřadním tancem „královničky“. Později zaznamenala zprávy o dívčích obchůzkách na dalších místech (Brněnsko, Tišnovsko a Blanensko). Na základě svého výzkumu sestavila taneční pásmo, které uvedla v Olomouci, Brně a v roce 1895 na pražské Národopisné výstavě českoslovanské v Praze. Společně s  manželem je vydala pod názvem Královničky, Staré národní tance obřadné se zpěvy (Praha, 1889). Poprvé tak byly vydány pohybové záznamy moravských lidových tanců. V obřadních tancích viděla památku zaniklého uctívání slovanských bohů. Snažila se o obnovu a rekonstrukci lidových zvyků a jejich uvádění na národopisných slavnostech například v Ořechově (1888), v Troubsku (1894) nebo na Moravském roce v Brně (1914) a na dalších místech.
Zapisovala moravské lidové obyčeje, metody lidového léčení, písně, dětské pohybové hry, rčení, tance a projevy lidového výtvarného umění. Mezi lety 1891–1893 spolupracovala s Leošem Janáčkem na vydání tří sešitů Národních tanců na Moravě.

#### Charitativní a sociální činnost
Po přesídlení do Brna se angažovala v místních ženských a charitativních spolcích. Byla členkou národopisného odboru spolku Vesna pro přípravu Národopisné výstavy v Praze. Jeho předsedou byl František Bartoš.
V letech 1904–1919 byla starostkou Ženské útulny. Založila spolek na ochranu zvířat Živa a také byla jeho starostkou. Podporovala ustavení Jednoty mírové pro Moravu. Pracovala v ženských spolcích jako bylo Brněnské sdružení pokrokových žen, Dámský odbor Červeného kříže nebo Dobročinný komitét dam v Brně. Aktivní byla také v Jednotě slovanských žen, Jednotě žen a dívek pro sociální péči v Brně, v Zemské organizaci pokrokových žen moravských nebo v Ženské lize pro mír a svobodu.

#### Dům útěchy
V roce 1927 napsala článek do Lidových novin s názvem: Čeho je v Brně třeba, jehož podstatou byla myšlenka „…, aby byl v Brně vybudován pro lidi ztížené chronickou chorobou Dům míru a útěchy“. Byla si vědoma, že pro jeho realizaci je třeba získat vlivné osobnosti a oslovila několik profesorů Lékařské fakulty Masarykovy univerzity. Patřila k zakladatelům spolku Dům útěchy a získala pro svoji myšlenku i syna – lékaře. Spolek byl založen 21. června 1928.
Chirurg Jaroslav Bakeš představil projekt výstavby ústavu pro výzkum a léčbu rakoviny značně odlišný od původního plánu výstavby sociálního ústavu. Za podpory odborné i laické veřejnosti, kdy Lucie Bakešová získala také podporu prezidenta T. G. Masaryka byl provoz Masarykovy léčebny – Domu útěchy zahájen v lednu 1935 ( nyní Masarykův onkologický ústav).

### Dílo (výběr)
- Národní tance na Moravě [hudebnina]: dvou a čtyřruční klavírní úpravy (sebrali a vydali Lucie Bakešová, Xaverie Běhalková, Leoš Janáček), vyd. 1891 [8] [9] [10]
- Národní tance na Moravě (sešit 1 – 3, Leoš Janáček, Lucie Bakešová, Xaverie Běhalková [11]
- Památce Sušilově (1904), letáček Útulny ženské v Brně [12]

- Obrázky cestopisné (Moravská Orlice, 1879–1880)

- Návod ku národnímu a obřadnímu tanci Královničky (Praha, E. Starý 1889)
- Královničky (Obzor 12, 1889, s. 180–183)
- Ořechovské královničky (Moravská Orlice 1890, s. 4)
- O kulturním významu tanců národních (Moravské listy 3, 1891, 9. 1., s. [1]; 10. 1., s. [1–2])
- Královničky (Kalendář paní dívek českých 1891, roč. 4, s. 76–82)
- Babička Párová (Kalendář paní dívek českých 1891, roč. 4, s. 82–83)[13]

Lucie Bakešová napsala vzpomínkovou knihu Sloup na Moravě. Její národopisné příspěvky lze nalézt v řadě časopisů a příležitostných publikací. Zachovalo se množství jejich konceptů a článků, které jsou uloženy v Etnologickém ústavu Akademie věd České republiky v Brně. Zemřela 2. dubna 1935 v Brně na zánět plic.